# عصوية مائية
عصوية مائية (الاسم العلمي: Aquibacter) هي جنس من البكتيريا، سلبية الغرام، تتبع فصيلة نظيرات الصيفرية.

## أصنوفات
الأصنوفات الأدنى لهذا الكائن:
- كود سباركل
- تحديث القائمة

نوع:Aquibacter zeaxanthinifaciens 
اسم علمي: Aquibacter zeaxanthinifaciens